# Черемха (Підкарпатське воєводство)
Черемха (пол. Czeremcha) — покинуте лемківське село у гміні Яслиська у Кросненському повіті Підкарпатського воєводства Польщі.

## Географія
Селом протікає річка Бельча.

## Історія
Перша друкована згадка про село датована 1527 роком. Відомо, що тоді населений пункт разом із Липовцем перебував на Волоському праві через перемиського єпископа Анджея Кжицького. Засновниками поселення зазначено Гната Хлапеця (Ihnat Chłapiec) та Михайла Зубрина (Michał Zubrzyn) з Дальової.
Станом на 1880 рік населення села становило 413 мешканців, з них 380 — лемки. Здебільшого населення займалося випасом худоби. Село було власністю римо-католицького єпископа у Перемишлі. 1883 року в Черемсі споруджено греко-католицьку церкву Покрови Пресвятої Богородиці.
До 1945 року в селі було майже чисто лемківське населення: з 460 жителів села — 435 українців, 15 поляків і 10 євреїв. Після Другої світової війни лемків під час операції «Вісла» депортували на понімецькі землі.